# Rochus von Rheinbaben
Rochus von Rheinbaben (Berlino, 2 ottobre 1893 – Berlino, 19 luglio 1937) è stato un ambasciatore tedesco.

## Biografia
Apparteneva ad una famiglia dell'alta nobiltà tedesca, ed era figlio dell'ex ministro delle finanze Georg von Rheinbaben, mentre suo cugino era il pubblicista e scrittore Werner von Rheinbaben; un suoi zii, rispettivamente paterno e materno, erano il giornalista e politico pacifista Hellmut von Gerlach, esiliato in Inghilterra e il diplomatico Hugo von Lerchenfeld-Köfering. Il giovane von Rheinbaben, fu educato in Baviera presso i nonni materni, i conti Lerchenfeld-Köfering, lontano dai mondani ambienti militaristi e guglielmini di Berlino, e nel ginnasio dove era ospitato aveva fatto la conoscenza del musicologo Rochus von Liliencorn, che aveva avviato il giovane alla carriera musicale, che però poi aveva lasciato in favore della giurisprudenza, dovendo comunque sospendere gli studi allo scoppio della prima guerra mondiale, alla quale partecipò come tenente di fanteria, distinguendosi sul fronte occidentale.
Finita la guerra von Rheinbaben tornò in Germania, dove, contrariamente alla maggior parte dei giovani del suo tempo, invece di schierarsi dalla parte dei conservatori sostenuti da Kapp e Lüttwitz, si schierò dalla parte dei democratici, e pur reputando poco confacente lo status di repubblica, fu tra coloro che per salvare la Germania da una totale distruzione, votarono per l'abdicazione dell'imperatore Guglielmo II. Von Rheinbaben si legò così alle correnti democratiche, e insieme ad un vecchio repubblicano, Philip Scheidemann, fondò un movimento detto degli amici del mondo, internazionalista e democratico, che non fu mai ben visto da nessuna delle correnti politiche tedesche.
Dopo essersi laureato in legge all'Università di Marburgo, von Rheinbaben intraprese una valente carriera diplomatica per i governi che si susseguirono in Germania: prima per i socialisti, poi per i conservatori di Paul von Hindenburg, divenendo console prima a Cracovia e poi a Leida, nei Paesi Bassi, mantenendo un sereno stato di apoliticità. In questi anni fu anche autore di un innumerevole numero di articoli giornalistici pubblicati su giornali olandesi riguardo ad alcuni aspetti della politica tedesca, condannando fortemente il nazionalismo che si stava sviluppando. Allontanato dai nazisti dai suoi posti diplomatici, von Rheinbaben divenne un agente interno dell'Abwehr al ministero degli esteri, avvicinando un certo numero di politici scontenti alla cospirazione di Oster e Canaris. Ammalatosi di tumore, si spense a Berlino il 19 luglio 1937.

## Opere
- Chinesische Verfassung 1900–1917. Eine Studie. Decker, Berlin 1917.
- An den deutschen Adel. Politische Betrachtungen zur Zeitgeschichte. Stilke, Berlin 1926.
- Liberale Politik im neuen Reiche. Braun, Karlsruhe 1928.
- Stresemann. Der Mensch und der Staatsmann. Reissner, Dresden 1928. (In zweiter Auflage 1930 als: Stresemann. Der Mensch und der Staatsmann. Die Biografie an der er noch selbst mitgewirkt hat).
- Karl Anton Prinz Rohan: Umbruch der Zeit. 1923–1930. Gesammelte Aufsätze. Stilke, Berlin 1930. (Einleitung)